# 물집
물집 또는 수포(水疱)는 일반적으로 강력한 마찰, 화상, 동상, 화학적 노출, 감염으로 인하여 피부 가죽이 부르터 올라 그 속에 림프액이 찬 작은 주머니를 가리킨다. 압박종(壓迫腫)이라고도 한다. 대부분의 물집은 혈청이나 혈장(피의 혈구를 제외한 액상 성분)과 같은 액상으로 채워져 있다. 그러나 물집은 피나 고름으로 채워질 수도 있는데 피가 들어있는 집은 혈포(血疱)라 부른다.

## 병인
물집은 마찰이나 긁힘에 의해 상해를 입었을 때, 또는 열기나 추위, 화학적 노출에 의해 발생할 수 있다. 물집의 액은 피부의 윗층인 표피와 그 아래 층들 사이에 모인다. 이러한 액은 밑에 위치한 조직의 완충 작용을 함으로써 추가적인 위해로부터 보호하고 치료할 수 있게 한다.

### 마찰
강하게 문지르면 물집이 생길 수 있으며, 충분히 오랫동안 지속되면 피부에 마찰이 생길 수도 있다. 이런 종류의 물집은 장거리를 걸은 후나 낡거나 잘 맞지 않는 신발을 신었을 때 가장 흔하게 발생한다. 물집은 손과 발에서 가장 흔히 발생한다. 걷거나 달리거나 특정 비디오 게임, 특정 스포츠(예: 야구 투수), 삽으로 땅 파기, 게임 중 조이스틱 조작과 같은 반복적인 동작을 수행할 때 이러한 사지가 감염되기 때문이다. 물집은 건조하거나 물에 젖은 피부보다 축축한 피부에서 더 쉽게 형성되며 따뜻한 환경에서 더 흔하게 나타난다. 장기간에 걸쳐 덜 공격적으로 문지르면 물집이 생기기보다는 굳은살이 생길 수 있다. 수포와 굳은살은 모두 발 궤양 및 감염과 같은 더 심각한 합병증을 유발할 수 있으며, 특히 당뇨병, 신경병증 또는 말초 동맥 질환(PAD)의 경우와 같이 감각이나 순환이 손상된 경우 더욱 그렇다.

### 화상
이러한 유형의 물집은 지속되는 화상의 정도를 결정하는 데 사용되는 도구 중 하나이다. 1도 및 2도 화상으로 인해 피부에 물집이 생길 수 있다. 그러나 2도 화상은 즉시 물집이 생기는 것이 특징인 반면, 1도 화상은 며칠 후에 물집이 생길 수 있다. 햇볕에 타면 물집이 생길 수도 있다.
동상으로 인한 조직 손상으로 인해 손과 발에 물집이 생길 수도 있다.

### 화학물질 노출
때로는 화장품, 세제, 용제 또는 황산니켈, 페루 발삼, 우루시올과 같은 기타 화학 물질과 접촉하면 피부에 물집이 생길 수 있다. 이를 접촉성 피부염이라고 한다. 벌레 물림이나 쏘임에 대한 알레르기 반응의 결과로 물집이 발생할 수도 있다. 수포제 또는 수포제로 알려진 일부 화학작용제는 피부에 닿는 곳마다 크고 고통스러운 수포를 유발한다. 예로는 겨자 가스가 있다.

### 피 물집
혈액 수포는 일반적으로 피부 표면에 가까운 미세한 혈관이 파열(파열)되어 피부 층 사이의 찢어진 곳으로 혈액이 새어 나올 때 발생한다. 피부가 짓눌리거나, 꼬집어지거나, 공격적으로 압착되면 이런 일이 발생할 수 있다.

## 병리생리학

### 마찰 물집
마찰 물집은 피부와 신체의 바닥과 표면 사이의 과도한 전단 응력으로 인해 발생한다. 유극층 주변의 피부층은 전단에 가장 취약하다. 유극층이 아래의 연결 조직에서 찢어지면서 세포의 혈장이 확산된다. 이 혈장 용액은 새로운 세포가 새로운 결합 조직과 표피층으로 분열하고 성장하도록 돕는다.
새로운 세포가 발달하면서 투명한 체액이 재흡수되고 부은 모습이 가라앉는다. 손(손바닥 표면)과 발(발바닥 표면)에 발생하는 고통스러운 물집은 신경 말단 근처의 표피 더 깊은 조직이 절단되어 발생한다. 하부 조직은 감염에 더 취약하다.

## 예방

### 마찰에 의한 물집
피부에 대한 긁힘에 의해 발생한 마찰에 의한 물집은 물집이 형성되지 않을 수준으로까지 마찰을 줄임으로써 예방할 수 있다. 이것은 여러 방법으로 수행이 가능하다.
발에 난 물집은 편안하고 잘 맞는 신과 깨끗한 양말을 신음으로써 예방할 수 있다. 하이힐이나 정장 구두 등 본질적으로 몸에 맞지 않거나 딱딱한 신발은 물집이 생길 위험이 더 높다. 물집은 피부가 촉촉할 때 발생하기 쉽기 때문에 수분을 관리하는 양말을 신거나 양말을 자주 갈아 신는 것이 특히 땀이 많은 발에 도움이 된다. 운동을 하거나 스포츠를 하는 동안 특수 스포츠 양말을 신으면 발을 더 건조하게 유지하고 물집이 생길 가능성을 줄일 수 있다. 장거리 산책을 나가기 전에 신발이나 등산화가 제대로 길들여져 있는지 확인하는 것도 중요하다.
발의 "뜨거운" 부분이나 자극받은 부분이 느껴지기 전에도 패드로 된 보호층을 테이프로 붙이거나 해당 부분과 신발 사이의 마찰 감소 인터페이스를 사용하면 물집 형성을 예방할 수 있다. 붕대, 두더지 가죽 및 테이프는 일반적으로 매일 발에 붙여야 하며 대부분 마찰 계수(COF)가 매우 높지만 신발에 붙인 마찰 관리 패치는 양말을 여러 번 갈아 입는 동안 훨씬 더 오랫동안 제자리에 유지된다. 이러한 유형의 개입은 매일 착용하는 신발, 하키 스케이트, 아이스 스케이트, 인라인 스케이트, 스키 부츠 및 클리트와 같은 특수 신발 및 부츠, 심지어 보조기 및 부목과 함께 사용할 수 있다. 하이킹이나 트레일 러닝과 같이 지속적인 사용 기간 동안, 특히 신발이나 부츠에 물이 들어가거나 습기가 쌓일 수 있는 경우, 습기 흡수 안감 양말이 필요한 마찰 보호 기능을 제공할 수 있다.
손에 마찰 물집이 생기지 않도록 하려면 삽이나 곡괭이 등의 도구를 사용할 때, 정원 가꾸기 등 수작업을 할 때, 골프 클럽이나 야구 방망이 같은 스포츠 장비를 사용할 때는 장갑을 착용해야 한다. 경쟁적인 조정에 사용되는 노는 노 젓는 사람의 손에 자주 물집이 생기는 것으로 알려져 있다. 역도 선수도 체조 선수와 마찬가지로 철봉과의 마찰로 인해 발생하는 마찰로 인해 물집이 생기기 쉽다. 발생을 더욱 줄이려면 손에 테이프를 붙이면 된다. 시중에는 물집 발생을 줄여준다고 주장하는 수많은 제품이 있다. 이것들은 모두 장갑 아래에 라이너로 착용하도록 고안되었다. 이러한 제품의 대부분은 단순히 패딩을 추가하고 피부와 장갑 사이의 마찰 계수를 줄이는 레이어를 만든다.
일반적으로 활석 가루와 같은 윤활제를 사용하면 단기적으로 피부와 의류 사이의 마찰을 줄일 수 있다. 사람들은 이러한 목적으로 장갑이나 신발 안에 탤컴 파우더를 넣는다. 하지만 이러한 유형의 윤활제는 수분을 흡수하여 실제로 장기적으로 마찰을 증가시킬 수 있다. 마찰이 증가하면 물집이 생길 가능성이 높아진다.

### 기타
햇빛에 의한 물집을 예방하려면 하루 중 가장 더운 시간대에 선크림과 보호의를 사용하는 것이 좋다. 한낮의 햇빛을 피하는 것이 일광화상으로 인한 물집을 예방하는 가장 좋은 방법이다. 세제, 청소 제품, 용제 및 기타 화학 물질을 취급할 때는 보호 장갑을 착용해야 한다.

## 같이 보기
- 피부 경결

## 사진

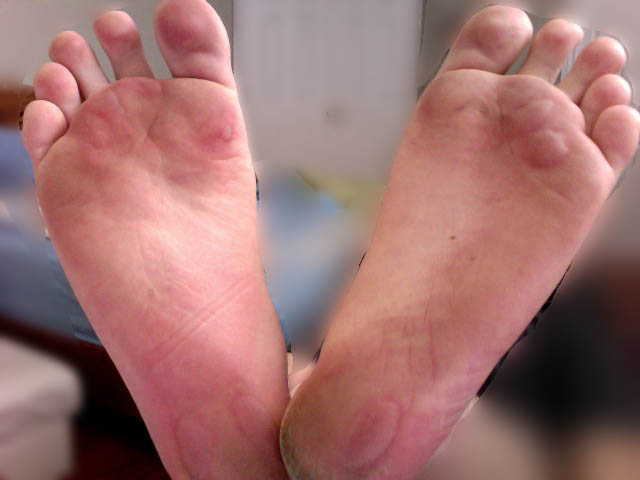
마찰로 인해 발에 난 다양한 크기의 물집.
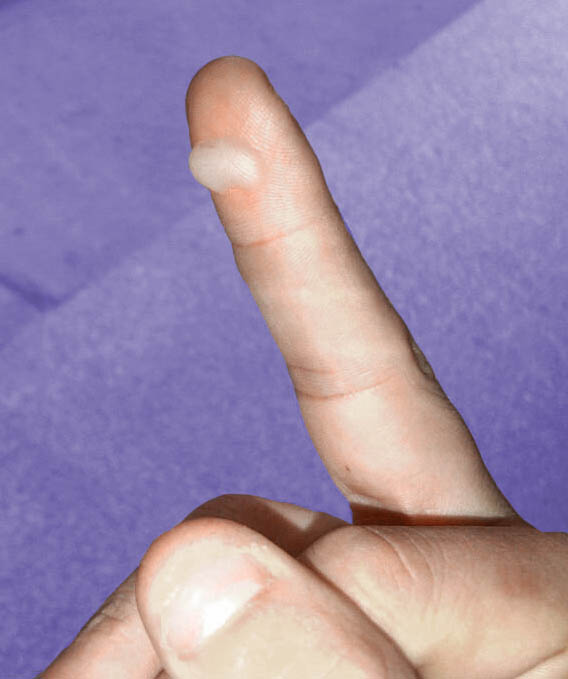
화상으로 일어난 물집.
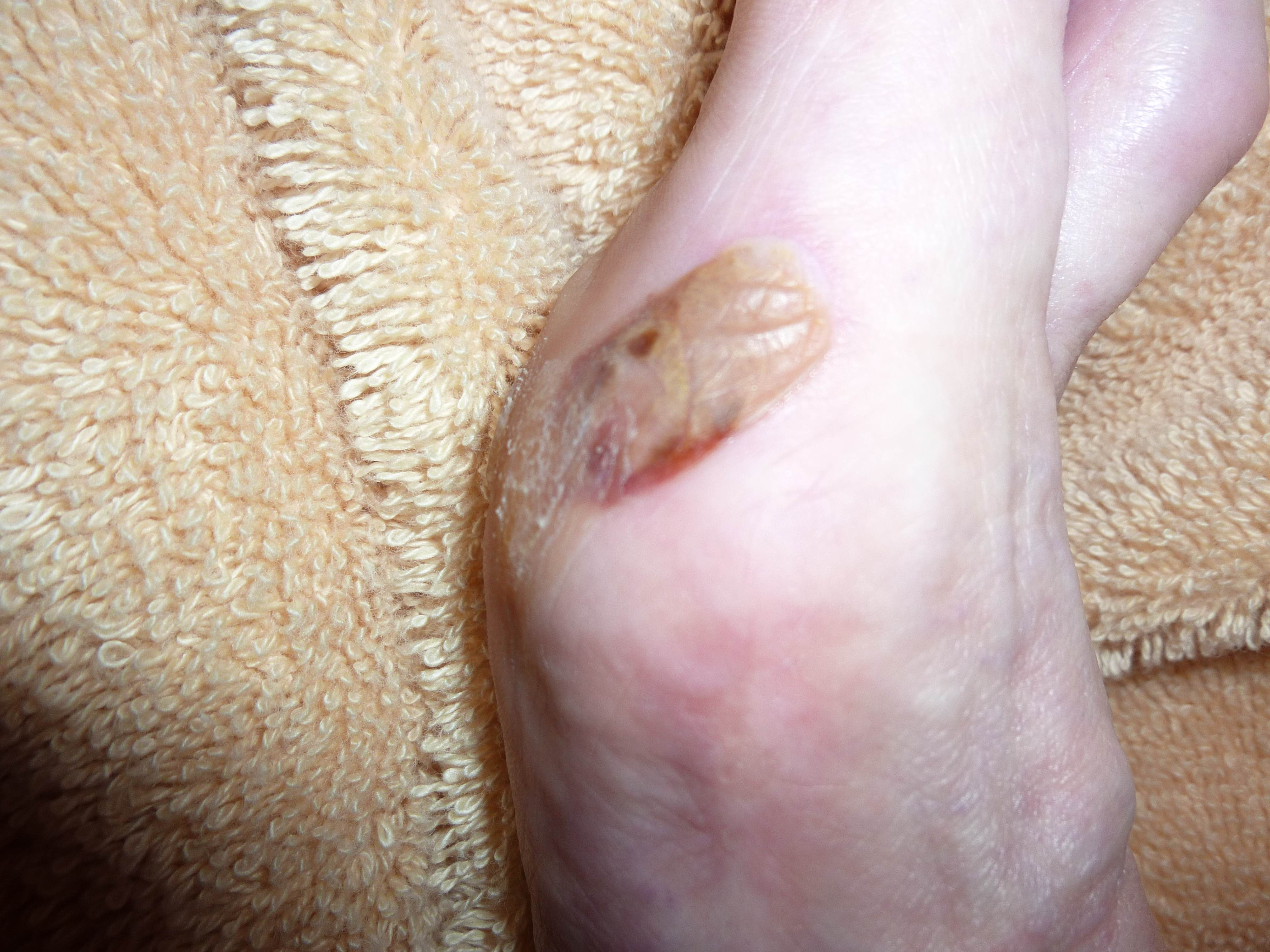
안식향 팅크로 치료한 지 3일째 되는 물집.